# Интегральное уравнение Гаммерштейна
Интегральное уравнение Гаммерштейна — нелинейное интегральное уравнение вида: {\displaystyle \phi (t)=\int _{a}^{b}K(t,s)\Psi (s,\phi (s))ds+f(t)}. Здесь {\displaystyle K(t,s),\Psi (s,z),f(t)} - известные функции, {\displaystyle \phi (t)} - искомая функция.

## Теорема существования решения
Уравнение Гаммерштейна {\displaystyle \phi (t)=\int _{a}^{b}K(t,s)F(s,\phi (s))ds} имеет по крайней мере одно решение, если выполняются следующие условия:
1. для линейного интегрального уравнения с ядром {\displaystyle K(t,s)} справедливы теоремы Фредгольма и итерированное ядро {\displaystyle K_{2}(t,s)} непрерывно;
2. ядро {\displaystyle K(t,s)} симметрично, то есть {\displaystyle K(t,s)=K(s,t)};
3. ядро {\displaystyle K(t,s)} положительно определённое, то есть все его характеристические числа положительны;
4. функция {\displaystyle K(t,s)} удовлетворяет условию {\displaystyle \mid K(t,s)\mid \leqslant C_{1}\mid z\mid +C_{2}}, где

{\displaystyle C_{1},C_{2}} - положительные постоянные, {\displaystyle C_{1}<\lambda _{1}}, {\displaystyle \lambda _{1}} - наименьшее характеристическое число ядра {\displaystyle K(t,s)};

## Теоремы единственности решения
- Уравнение Гаммерштейна {\displaystyle \phi (t)=\int _{a}^{b}K(t,s)F(s,\phi (s))ds} имеет самое большее одно решение, если для любого фиксированного {\displaystyle s\in \left[a,b\right]} функция {\displaystyle F(s,z)} является неубывающей функцией {\displaystyle z}[2].

- Уравнение Гаммерштейна {\displaystyle \phi (t)=\int _{a}^{b}K(t,s)F(s,\phi (s))ds} имеет самое большее одно решение, если функция {\displaystyle F(s,z)} равномерно удовлетворяет условию Липшица {\displaystyle \mid F(s,z_{2})-F(s,z_{1})\mid <\alpha \mid z_{2}-z_{1}\mid }, где {\displaystyle 0<\alpha <\lambda _{1}}[2]